# Tauletes de Glozel

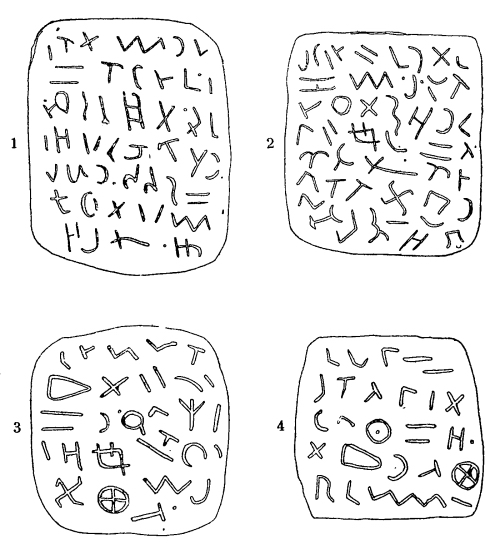
Símbols inscrits en algunes tauletes

Les Tauletes de Glozel són un dels misteris que han creat controvèrsia, debat i escepticisme en el món científic i arqueològic des de la seua aparició en la primera meitat del segle xx. Les va descobrir Émile Fradin (1907-2010) l'1 de març del 1924 a la rodalia de la localitat de Glozel, al departament francés d'Alier.

## La història i polèmica de la troballa
La troballa de les famoses tauletes fou fortuïta i casual en el moment de l'excavació. Temps després, un metge de Vichèi, Antonin Morlet, que en les seues estones es dedicava a l'arqueologia, investigà el descobriment i publicà una recerca sobre la troballa que encara és propietat del seu descobridor.
A partir d'aquesta publicació, comença una llarga disputa sobre la veracitat i contingut del descobriment, que inclou arguments no massa científics, entre els quals Morlet defensa el seu postulat que data el període històric de les tauletes d'entre el 5000-6000 abans de la nostra era. Però entre els seus opositors hi ha Louis Capitan, que volia compartir el descobriment amb Morlet, tot i que aquest s'hi negà per por que el rebutjaria i plagiaria la publicació de la recerca. Més tard, se li uniren altres opositors que van contribuir a la disputa.
A partir de les publicacions dels descobriments, van aparèixer grups que defensaven i rebutjaven l'autenticitat del descobriment i la comunitat científica considerà que les tauletes eren un frau. S'hi informà al Departament d'Inspecció arqueològica del govern francés i començà una llarga pugna judicial en contra d'Émile Fradin, a qui se li acusà d'estafa i falsificació de les troballes. Fradin, però, per la seua condició de llaurador, va demostrar la seua innocència argumentant el seu desconeixement de la prehistòria.
Així i tot, Morlet continuà les seues excavacions fins al 1941, quan s'aprovà una llei que prohibia excavar el sòl francés sense autorització oficial a qualsevol mena de possible troballa. Es reiniciaren les excavacions al 1983, a demanda del Conseil Supérieur de la recherche archéologique. D'acord amb els resultats de la recerca, no hi havia pas falsificació. El 16 de juny del 1990, Émile Fradin fou condecorat amb l'Orde de les Palmes Acadèmiques, a proposta de Jacques Thierry, inspector general d'Educació i president del Centre International d'Étude et de Recherche sur Glozel.
Els símbols de les tauletes mostren similituds amb l'alfabet fenici, però no han estat desxifrats pas de manera concloent. Entre els molts intents de desxifrat, alguns els han identificat com a basc, caldeu, hebreu, iber, llatí o amazic, entre d'altres.